# Might and Magic VI: The Mandate of Heaven
Might and Magic VI: Mandate of Heaven — шоста гра з серії RPG «Might and Magic», створена компанією «New World Computing» і опублікована «3DO» в 1998 році.

## Ігровий процес
На самому початку формується загін з чотирьох персонажів (їх склад потім змінити неможливо), що мають різні характеристики. Потім цей загін починає виконання квестів.
Гра ведеться від першої особи (що зближує її з шутерами), проте в бою можливий «покроковий» режим. Персонажі мають рюкзаки, де зберігаються різні зілля, зброя, квестові предмети і т. д., однак розмір їх обмежений. Нарешті, зброя, обладунки, капелюхи, кільця, амулети можуть бути надіті на персонажів (цей елемент потім був застосований в покрокової стратегії Heroes of Might and Magic III).

## Сюжет
Дія гри відбувається після перемоги Роланда над Арчібальдом (варіант проходження Heroes of Might and Magic II за світлих). Однак сам Роланд вирушив на пошуки нового невідомого супротивника, що загрожує Енроту і зник в селищі Солодкі Води. В державі поширюється таємничий культ Баа, нібито створений «щоб поліпшити життя», хоча насправді створений кріганами. Тепер загін з кількох воїнів повинен дізнатися, що ж сталося зі зниклим імператором. І незабаром з'ясовується, що герої повинні врятувати Енрот від Кріган.